# كاني هولاني
كاني هولاني (بالإنجليزية: Kane Hoalani)‏ في أساطير بولينيزيا هو رب بولينيزي قديم، والد الربة بيلي Pele ربة النار. امتلك صدفة بحرية صغيرة بحيث يمكن للرجل أن يرفعها بيده. إذا وضعت على أمواج المحيط فسوف تكبر بسرعة وتتحول إلى سفينة إبحار رائعة. إنها أكبر من أي سفينة امتلكها إنسان، مع أشرعة بلون لؤلؤي. ومالكها يجب أن يصعد إلى سطحها ويحدد الهدف الذي يقصده، وسوف تنقله إليه بلمح البصر.